# فيل بوير
فيل بوير (بالإنجليزية: Phil Boyer)‏ (25 يناير 1949 بنوتنغهام في المملكة المتحدة - ) هو لاعب كرة قدم بريطاني في مركز الهجوم. شارك مع منتخب إنجلترا لكرة القدم. أما مع النوادي، فقد لعب مع ديربي كاونتي ومانشستر سيتي ونادي بورنموث ونادي ساوثهامبتون ونادي يورك سيتي ونورويتش سيتي وغرانتهام تاون ‏ وStamford A.F.C. ‏ ونادي بولوفا ‏ وشبشيد دينامو ‏.

## وصلات خارجية
- فيل بوير على موقع قاعدة بيانات كرة القدم.إي يو (الإنجليزية)
- فيل بوير على موقع ناشيونال فوتبول تيمز (الإنجليزية)